# Frenchtown (Michigan)
Frenchtown (officiellement le Charter Township of Frenchtown en anglais)  est un charter township située dans l’État américain du Michigan, dans le comté de Monroe. Il se trouve sur le rivage du lac Érié, et il contient trois communautés non-incorporées: Detroit Beach, Stony Point, et Woodland Beach. Sa population est de 20 777 habitants.
La ville fut créée, le long de la rivière Raisin, par des colons français et Canadiens français au XVIIIe siècle. Par la suite, après la vente de la Louisiane aux États-Unis, elle fut incorporée dans le Territoire du Michigan en 1805.
La zone protégée de Pointe Mouillée longe le territoire de Frenchtown.